# Дрен (Мен и Лоара)
Дрен (фр. Drain) насеље је и општина у западној Француској у региону Лоара, у департману Мен и Лоара која припада префектури Шоле.
По подацима из 2011. године у општини је живело 1998 становника, а густина насељености је износила 104,88 становника/km². Општина се простире на површини од 19,05 km². Налази се на средњој надморској висини од 90 метара (максималној 92 m, а минималној 5 m).

## Демографија
| 1962. | 1968. | 1975. | 1982. | 1990. | 1999. | 2011. |
| ----- | ----- | ----- | ----- | ----- | ----- | ----- |
| 1.167 | 1.207 | 1.322 | 1.473 | 1.633 | 1.668 | 1.998 |

График промене броја становника у току последњих година